# Троекуровский сельсовет (Лебедянский район)
Троекуровский сельсове́т — сельское поселение в Лебедянском районе Липецкой области. 
Административный центр — село Троекурово.

## История
В соответствии с законами Липецкой области №114-оз от 02.07.2004 и №126-оз от 23.09.2004 Троекуровский сельсовет наделён статусом сельского поселения, установлены границы муниципального образования.

## Население
| 2010  | 2012  | 2013  | 2014  | 2015  | 2016  | 2017  |
| ----- | ----- | ----- | ----- | ----- | ----- | ----- |
| 3095  | ↘3009 | ↘2938 | ↘2880 | ↘2835 | ↘2775 | ↘2736 |
| 2018  | 2021  |       |       |       |       |       |
| ↘2687 | ↘2529 |       |       |       |       |       |

## Состав сельского поселения
| № | Населённый пункт  | Тип населённого пункта       | Население |
| - | ----------------- | ---------------------------- | --------- |
| 1 | Второе Троекурово | село                         | 94        |
| 2 | Иншаковка         | деревня                      | 16        |
| 3 | Катениха          | деревня                      | 220       |
| 4 | Курапово          | село                         | 347       |
| 5 | Нижнебрусланово   | деревня                      | 179       |
| 6 | Савинки           | деревня                      | 283       |
| 7 | Троекурово        | село, административный центр | 1940      |
| 8 | Тютчево           | село                         | 16        |